# Тюфякин, Григорий Васильевич
Князь Григорий Васильевич Тюфякин († до 1636) — стряпчий, стольник (1613) и воевода, единственный сын воеводы князя Василия Васильевича Тюфякина († 1595).

## Биография
В апреле 1613 года по царскому указу стольник князь Григорий Васильевич Тюфякин выступил из Брянска в поход против мятежного атамана Ивана Заруцкого и его казаков. В 1614 году находился на воеводстве в Брянске. Стольник, по росписи обороны Москвы у Тверских и Никитских ворот (1615).
14 апреля 1616 года при приезде английского посла послан звать его к царскому столу и относил также к нему «стол государев». В 1617 году — воевода в Путивле. Послан в Вязьму к князю Юрию Еншеевичу Сулешову с золотым (1617).
В 1618 году назначен товарищем (заместителем) князя Бориса Михайловича Лыкова-Оболенского, а затем отправлен в Ярославль в товарищи к князю Ивану Борисовичу Черкасскому для сбора ратных людей.
В декабре 1618 года отправлен в Устюжский уезд, где на Железном Борку разбил большой польско-литовский отряд, взяв в плен двести человек с их начальником Яцким. Возвратясь из Ярославля приглашён к царскому столу и пожалован шубою и ковшом (1619). При церемонии наречения патриархом Филарета Никитича, относил обед к Иерусалимск к патриарху Феофану (22 июня 1619). Смотрел в кривой стол (1620).
19 января 1621 года ездил к персидскому, а 26 февраля 1622 года к турецком послам «со столом государя». 10 апреля 1621 года назначен воеводой в крепости Крапивна. В 1623-1624 годах — воевода в Белгороде. На свадьбе царя Михаила Фёдоровича в числе поезжан (19 сентября 1624).
Летом 1625 года во главе русского посольства отправлен по Волге к персидскому шаху Аббасу Великому. Шах жаловался на него, что он по его требованию не прислал вовремя кречетов, а потом принёс только двух, да птичьи хвосты, а также не пошёл смотреть конские учения. За всё это он наказан не был, но за то, что за столом шаха не допил чашу за здоровье царя, за что полагалась смертная казнь, он только отсидел в тюрьме и у него были отобраны поместья и вотчины. Находясь в Ардебиле, русский посол Г. В. Тюфякин велел украсть татарского мальчика и продал его в Кумыкии, где украл девку и вывез её тайком, положив в сундук.
Владел поместьями: Стулово, Трусово, Мизиново, Большая и Малая Столбечка в Московском уезде (1617—1623).

## Семья
Жена: Авдотья Артемьевна, за ней и её дочерью княжной Марией в Суздальском уезде поместья Вишенка и Сорокино. Вдова (1636), дано ей после мужа село Бурашево в Тверском уезде. Владела в Москве в Белом городе домом (1638 и 1669).
Дочь: княжна Мария Григорьевна — жена князя Прозоровского Петра Семёновича.